# 洋服
洋装，广义上的洋服包括整个西方服饰体系，但西方各國的傳統服飾均不一樣，因此目前如果提到洋服，狭义上指近代英國的西式的正式套裝（suit），多指男性西裝。西裝雖然源自歐洲，但現已成為國際通行的正式服裝，是表示禮貌、尊重場合的一種方式。
男性洋服最為規範化。長袖外套、相配的長褲、長袖襯衫、領帶，是男性套裝的基本服飾。外套配長褲稱為兩件式西裝；加上背心則稱為三件式，但現在比較少見。女性洋服則比較多樣化，不過基本可歸納為外套、裙子、褲子、女裝襯衫。
舊式西裝甚至有相搭配的帽子，男性可戴軟呢帽或圓頂硬禮帽，女性戴藥丸盒帽。不過時至今日，藥丸盒帽多數只作為護理師或商店服務員制服的一部分，男性也少戴帽子。

## 歷史
中世纪时期贵族服饰礼仪基本是法国人和法国宫廷倡导，并为其他欧洲宫廷所普遍效仿的。凡爾賽宮的宮廷禮儀為他國仿效，成為當今國際禮儀的重要根源。
1802年，拿破仑称帝以后分封新贵族，复辟了一整套朝臣制度和宫廷礼仪。拿破仑制定了服饰法条例，各种礼仪对服饰要求严格，约瑟芬王后加冕时的长裙成为全国的样板。拿破崙因里昂的市政府官員為當地的紡織業請命，而重視紡織，並曾大量使用紡織品來裝飾他的皇宮，命令宫廷装束必须使用法国纺织品，以振興紡織業，紡織業也得賴以生存。当时公布的《宫廷礼仪》与《拿破仑法典》对各个阶层的服饰礼仪都进行了规范。拿破仑的兄弟们以及王子以白色燕尾服为官服。大选侯穿红色官服，帝国大書記官穿紫色官服，政府大書記官穿浅蓝官服。最高军队司令官官服为中蓝色，帝国元帅官服为深蓝色。将军官服为深绿色。勋章绶带则用金银装饰。
- 路易十五
- 第一执政官官服
- 第一执政官拿破仑
- 拿破仑加冕典礼
- 法兰西第一帝国官服
- Habit Degagé

对于没有官职的宫廷侍从以及平民，拿破仑命令他们以凡尔赛宫常礼服Habit à la française为制服，后来演变为现代男性西装三件套。
- Habit à la française
- Habit à la française
- Habit à la française
- Habit à la française
- Habit à la française
- Habit à la française
- Habit à la française
- Habit à la française
- Habit à la française
- 1793年时装遇见1778年时装

不論男性女性，歷代西裝款式發展趨向簡便，穿着套裝的場合也越來越少。現時一般只有在正式或商務場合的時候才會穿套裝，西裝不再是日常服飾。1990年代起，北美洲不少商業機構都開始接受便服上班。開始只有星期五才允許穿便服上班，但現在也有不少公司允許員工整個工作週都可以不穿整套西裝。這有時反而引起了混亂，因為員工不知道什麼才算適當上班服。
在亞洲等熱帶地區，甚至有像日本的COOL BIZ政策，讓上班族穿短袖襯衫、男性不打領帶。這樣，室內場所便無需為遷就穿西裝的人過分調低空調溫度，從而減少環境破壞。

## 男性洋服
16世纪英国就对服饰等级制度进行了严格的规定。都铎王朝国王亨利八世，在其统治期间，推出了严格的法律，规定服饰、尤其是毛皮服装的使用限制。据1834年出版的《英国服饰史》记载，亨利八世曾颁布法律，明确规定只有王室成员才能穿着黑香猫皮装；子爵以上级别的，可以穿着紫貂皮装；嘉德骑士以上者，才可以穿着红色或者蓝色的天鹅绒或者带刺绣、镶金边的服装；但是，男爵与骑士家族的子弟们可以在紧身上衣上使用天鹅绒或金箔的镶边；禁止年收入低于200英格兰马克的人，穿着带貂皮、天鹅绒的长袍、大衣等，及镶金装饰品，但是贵族子弟们可以穿黑色天鹅绒紧身上衣、绸缎大衣以及羽纱；禁止一切年收入低于100英格兰马克的人，穿着任何锦缎长袍，以及装饰有金银或丝绸的衬衫。平民与仆人，只能穿着普通衣服及羊皮服饰，禁止一切有金银、甚至镀金的装饰，除了仆人们制服上的主人徽章。法国限制任何贵族之外的人穿用毛皮。白鼬毛皮中世纪用于制作欧洲贵族服装。不过，欧洲还没有来得及形成完整的衣冠服饰制度便为资本主义社会所替代。所以，贵族与平民之间在服装上虽有重大区别，但是远没有中国严格。服装的等级差别主要表现在衣服质地和产地不同。

### 贵族礼服
- 王室大礼服、白鼬披风
- 近代欧洲国王大礼服
- 王室礼服
- 国王白鼬礼服
- 皇室大礼服
- 制服

### 长礼服
在拿破仑时代，女性开始流行以男士的双排扣骑马服redingote为外套。現代洋服出現之前，近代西方平民男性出席商務場合穿的套裝，有一件又長又厚的黑色外套，稱為双排扣长礼服。
- 贵族大礼服
- 近代欧洲贵族大礼服redingote
- 贵族礼服redingote
- 双排扣长礼服redingote

另一方面，晚間套裝也發展出一種非正式裝束。原本的燕尾服演變出小晚禮服。二战以后，大禮服(SwallowTail or White Tie)為西方男士晚間最正式的穿著，早禮服(Morning Coat) 為西方男士日間常用之禮服，小禮服(Smoking or Tuxedo or Black Tie)為晚間集會最常用之禮服。時至今日，小晚禮服甚至取代燕尾服，成為出席晚間場合的標準裝束，而歷史較長的燕尾服只留給最莊重的場合穿着，如宴會、音樂演奏會、受勳儀式等。日間的正式裝束則是早禮服。雖說現代場合一般已經不太拘泥於繁文縟節，但視乎出席場合所要求的禮節，請柬上應該會註明穿衣要求（如白领结、黑领结）。西方许多国家都有一条明文规定，人们去歌剧院观赏歌剧一类的演出时，男士一律着深色晚礼服，女士着装也要端庄雅致，以裙装为宜，否则不准入场。

### 晚礼服
大礼服，也称晚礼服或燕尾服。上装为黑色，前摆齐腰剪平，后摆较长，成燕尾状。燕尾服配白色马甲，浆硬白衬衫、白领结，镶有两道丝带的黒裤，黒丝帽，黒条纹皮带，佩戴各种勋章和奖章。这种礼服只适合于非常正式的场合，如美国总统访问英国，英女王举行正式欢迎宴会时，宾主才穿。大礼服有时也用于白天室内的典礼活动，如向英国女王递交国书，外交使节需着这种大礼服。
- 近代欧洲贵族中礼服
- 19世纪英国绅士礼服
- 燕尾服、白鼬毛披风
- 燕尾服
- 晚禮服
- 学术圈礼服

### 早礼服
早礼服是白天出席户外举行的典礼仪式或隆重迎送贵宾时穿着的服装，上装为黑色燕尾服，黒马甲，黑色丝织高顶帽。所谓燕尾，是指长长上装被剪成燕尾状。常礼服，均需配白衬衫，灰或黑色带条纹长裤，浆硬下翻领，灰领带，黑皮鞋。如用于出席一般典礼，如婚礼，常礼服则配灰马甲、戴灰高顶帽。一般不佩戴勋章或绶带，但在军事或休战纪念日，可于左胸前佩戴勋章。
- 早禮服
- 早禮服
- 早礼服

### 便礼服
小礼服，也是便礼服或晚餐礼服。用于晚间非正式的活动，如宴会、晚会、音乐会、观看歌舞剧等场合。上装与普通西装基本相同，但左右两襟为黑缎，黒马甲，白衬衫，软领，不浆。夏季，上装多采用白色，即白色小晚礼服。不论白色或黑色上衣，其裤子都是黑色的，左右裤管都饰以黑色缎带，系黑领结，穿黑皮鞋。
- 中礼服robe décolletée
- 女性小礼服

### 常服
直至19世紀末，美國人開始改穿比較輕便、只長及腰間的外套，稱作普通西服（sack suit）。這成為了非正式、非勞動場合的日間標準裝束，即使是最樸實的男性也會有一套這樣的西裝，讓星期日上教堂時穿着。第二次世界大戰之前，這種簡便套裝會連同背心穿着。
- 穿西裝的五位歷代美國總統
- 便服
- 便服

### 制服
- 普鲁士将军制服
- 普鲁士将军制服
- 普鲁士军队制服
- 普鲁士指挥官制服
- 二战指挥官制服
- 军官制服
- 普通士兵制服
- 制服
- 制服

## 女性洋服
西方女士礼服，同男士的礼服一样，也分为三种：1、晨礼服-常礼服。是质料、颜色相同的上衣与裙子。以长袖为多，肌肤暴露较少。可戴帽子和手套，也可携带小巧的手包。2、小礼服。长至脚背，不拖地的露肩式，单色连衣裙。3、大礼服。袒胸露背式、拖地或不拖地的单色连衣裙。上述女士三种礼服，用于与男性相应的三种礼服相同的场合。女性出席宴會等正式場合多會穿正式禮服，如宴會禮服等。
- 皇后大礼服chemise a la reine
- 皇后大礼服chemise a la reine
- chemise a la reine
- 欧洲贵族宫廷大礼服manteau de cour
- 中礼服robe décolletée
- 晚礼裙
- 宴會禮服

### 常礼服
20世紀初，由外套和裙子組成的套裝成為西方女性日間的一般服飾，適合上班和日常穿着。女性套裝比男性套裝物質更輕柔，裁剪也較貼身，以突顯女性身型通常充滿曲線感的姿態。1960年代開始出現配褲子的女性套裝，但被接受為上班服飾的過程較慢。隨着時代發展、社會開放，套裝的裙子也有向短發展的趨勢。1990年代，迷你裙再度成為流行服飾，西裝短裙的長度也因而受到影響，因應當地習俗及情況而異。
- robe montante
- redingote
- redingote
- 昼礼服

## 文化含意
19世紀以來，歐洲及美國的政治和社會地位在世界各地都屬強勢，因此洋服成為了通行世界各國的商務和正式服裝，亦可視為認同西方文化的價值體系。所以「拒絕穿西裝」便可能成為反對歐美或西方文化的象徵，特別是阿拉伯國家，至今出席正式場合都以穿著傳統服飾為主。

## 西风东渐
日本明治維新後，政府大力推動現代化明定洋服為正式服裝。明治五年(1872年)十月的太政官佈告正式採用洋服的服制，並規定大禮服和常服的制度。當時的天皇、首相、大臣、官吏，以至於一般民眾出席正式場合時，多半穿著洋服，且視為進步的象徵，而女性則多半穿著和服。在1895年臺灣進入日本統治時代，亦開始穿著洋服，配上帽子視為進步的象徵，許多正式場合、結婚喜宴、上街或外出多以西服為主。時至今日，臺灣政壇上之政治人物，由總統，至內閣官員、朝野立委等，正式場合多半都穿西裝。
- 宮内官大礼服
- 燕尾服
- 女子大礼服manteau de cour
- robe decollete
- 女子中礼服robe decollete
- robe montante
- 正装
- 早礼服
- 制服
- 制服

中国第一套西装诞生于1903年，知名民主革命家徐锡麟制作的，徐锡麟于1903年在大阪与同在日本学习西装工艺的宁波裁缝王睿谟相识，次年，徐锡麟回国，在上海王睿谟开设的王荣泰西服店定制西服，王睿谟花了三天三夜时间，全部用手工一针一线缝制出中国第一套国产西装。不過一直到20世紀後期西裝在中國才趨於普遍。西裝的傳入，初時多由出國商人或出國留學生穿着。上海的中式裁縫也開始學習製作西裝。民国初年，许多青年学生到日本学习，带回了日本的学生装。当时，激进的青年学生，多为“洋帽洋衣洋式鞋”，甚至“器必洋式，食必西餐无论矣，其少有优裕者亦必备洋服数袭，以示维新”（《大公报》）1912年6月1日）
民初建国，仿效西方民主政体，民国元年（1912年）10月，迁到北京不久的民国临时政府和参议院颁发了第一个正式的服饰法令，即《服制》（民国元年十月初三）。该法令对民国男女正式礼服的样式、颜色、用料做出了具体的规定。在这个服制里，最显著的特点就是用西洋服饰作为礼服。尤其是大礼服的选择，基本上照搬了西洋服装，完全是英国绅士式，即欧洲燕尾服样式，头戴硬胎圆筒黑色礼帽，衣领系活动的折角硬领及黑色西裤。男子常礼服采用中西两式，即《服制》中所指的甲乙两种；其中甲种西式常礼服又分昼夜两式，昼式礼服“长与膝齐，袖与手脉齐，前对襟，后下端开”。晚常礼服“长过胯，前对襟，后下端开叉”。两者都是西装式装束；乙种常礼服是中式长袍马褂再加西式礼帽。在民国初年的政要活动中，爱德华风格的英式燕尾服、圆筒帽成为政界的独特景观。1915年《礼拜六》第59期上的一篇文章描写道：“语时闻履声橐橐，冠高冠衣燕尾服者数十辈自远而至，盖是时参众两议院方成立，政争正剧，某政党假园中开谈话会也。”1918年《新申报》对徐世昌总统就职典礼的报道中，专门用粗一号的铅字强调新总统“着燕尾服佩带勋章”云云。
1929年4月16日，国民政府又制定公布了《服制条例》，这一条例共三章九条，并附图八幅。新的《服制条例》将燕尾服废除，定中山装为公务员制服，而将袍、褂定为男子礼服。到1920年代末、1930年代初，城市中青年人，尤以学校教师、学生、洋行中的职员及机关干部成为较为稳定的西装族。上世纪30年代左右，广州的达官贵人兴起定制西装的热潮，那时候西装和礼服等都被叫作洋服，北京路边的昌兴街上就形成了洋服一条街，专门制作新式的洋装，在多宝路、宝华路、十六甫东四巷等地有许多裁缝店，为人们度身订造西装。
1920年代的新文化運動中，西裝衝擊了傳統的長袍馬褂，此後西裝廣泛流傳，中國的洋服業也蓬勃發展。民國時代，國民政府曾明定長袍馬褂為國民禮服，當時的政治人物包括蔣介石、林森等人，也多穿著長袍馬褂、中山裝或者軍裝，而中華人民共和國成立後，毛澤東與鄧小平等重要領導人均穿著中山裝，直到改革開放之後，中华人民共和国政治界人物，才普遍穿著西裝。
香港基於承傳自前宗主國英國的議會議事規則，香港立法會《議事規則》第42條 （页面存档备份，存于） 訂明：「議員進出立法會會場，在衣飾及舉止上須保持莊重」，因此，大多數議員會穿着西裝或套裝裙出席會議。前任議員曾健成本來亦聲稱不會穿着西裝出席議會，但在時任港督的彭定康勸說和利誘下，亦屈服於所谓的議事規則。梁國雄在2004年成為第三屆立法會議員後，堅持繼續穿平時的圓領圖案T恤，被主席范徐麗泰認為違反上述議事規則。最後，議事規則委員會認為無需就「衣着莊重」下定義，即同意穿圓領T恤不算不莊重。梁國雄至今仍然沒有穿着全套西裝出席會議，只會個別時候在T恤上穿西裝外套。

## 工作服

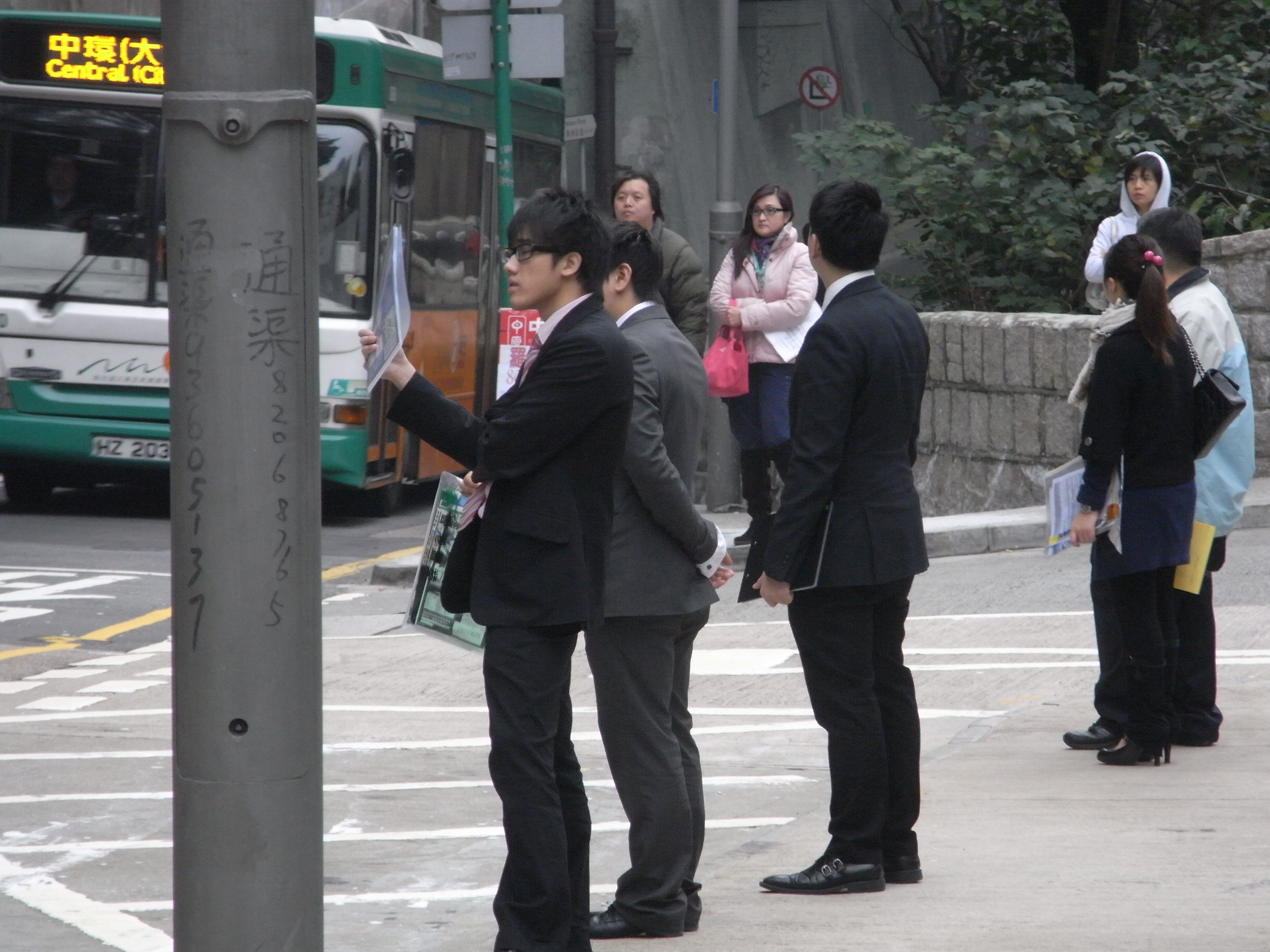
工作服西裝

在不少行業，指定的工作服都是西裝，包括專業人士，例如警察、律師、會計師等，甚至是酒樓部長和地產代理經紀等等。

## 外部連結
- Emily Post's Etiquette: The Clothes of a Gentleman, 1922 （页面存档备份，存于）
- . Fashion, Jewellery & Accessories. Victoria and Albert Museum.   [2008-08-06]. （原始内容存档于2021-04-20）.